# 周子瑜
周子瑜（英語：TZUYU，1999年6月14日—），是一名在韓國發展的臺灣女歌手，現為JYP娛樂旗下女子組合TWICE的成員，在隊內擔任領舞、副唱及忙內。2024年9月6日，以首張個人迷你專輯《abouTZU》開始個人事業。

## 早年生活及教育
周子瑜出生於臺南市東區，她有一位相差7歲的哥哥。國小就學於臺南市東區復興國民小學，2011年至2012年間就讀於臺南市立復興國民中學。2012年參與美思表演藝術中心的成果展以及臺南二中畢業晚會，同年11月15日前往韓國參加兩次甄選後，正式成為JYP娛樂公司練習生，練習生生涯總共大約3年。
同年12月，轉學到韓國漢城華僑中學繼續完成國中學歷。國三上學期時，因參與《SIXTEEN》選秀節目的拍攝，未能兼顧學業，繼而向華僑學校申請休學。休學之後回到台灣考取國中同等學歷。因應韓國首爾市教育廳推出的「廢除入學時間限制」新法案，子瑜在4月11日參加高中入學考試後，順利入讀首爾韓林演藝藝術高等學校實用音樂科，成為TWICE隊友多賢、彩瑛的同校生，她們在宿舍內也是室友。在第二、三年（2017－2018年），子瑜和彩瑛是同班同學。
2019年子瑜於韓林演藝藝術高等學校實用音樂科高中畢業。

## 演藝生涯

### 2012年－2015年：練習生
2012年11月成為JYP娛樂的練習生。

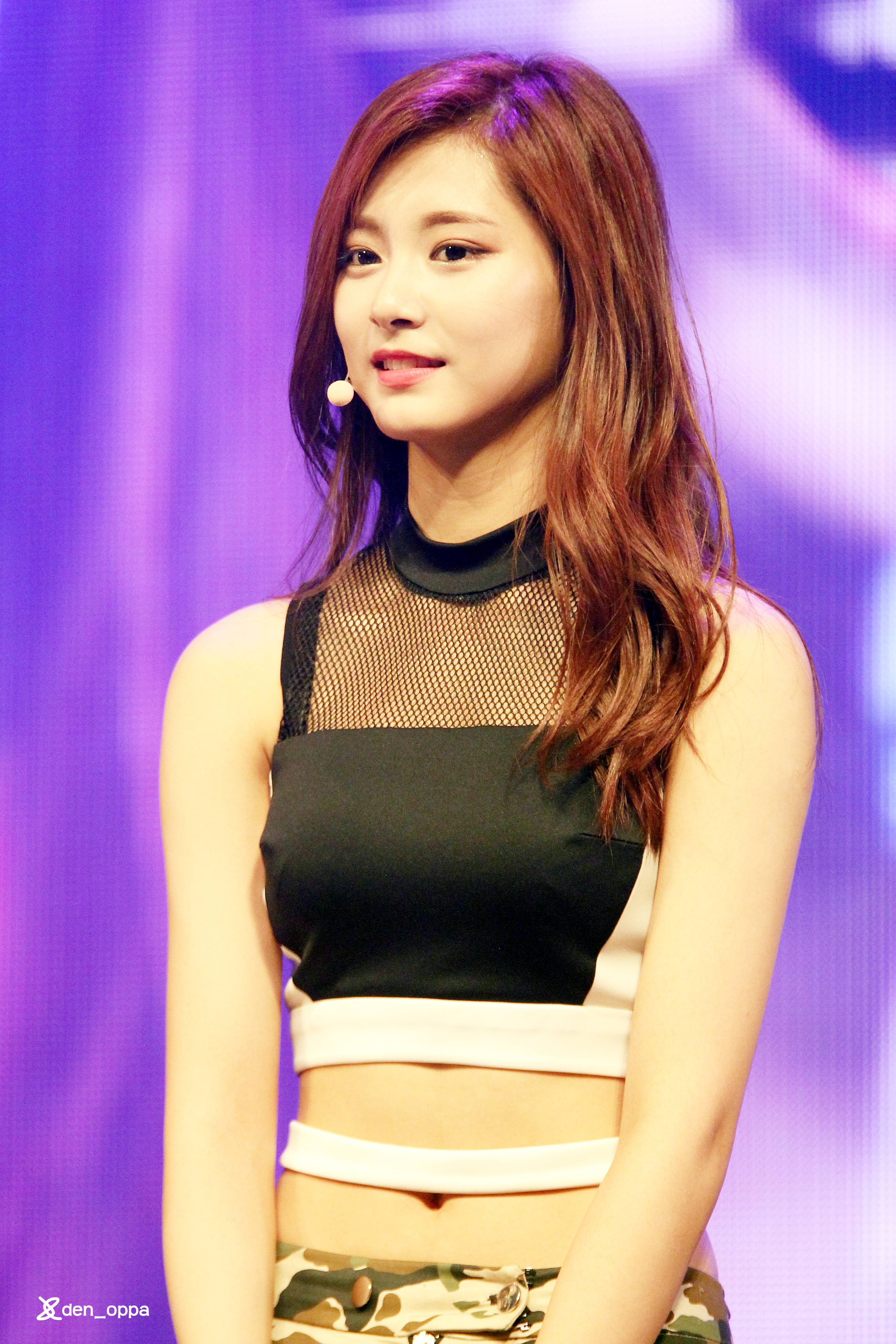
2015年子瑜表演 《Like Ooh-Ahh》

2015年列為JYP娛樂與Mnet合作的新女團選拔/生存實境節目《SIXTEEN》參賽者之一，作為第四位節目公開面目與預告的成員，封號為「完美無瑕的最強比例」。《SIXTEEN》最終任務中，將從16位練習生中選出7位成為TWICE的成員，周子瑜未能順利中選。因在節目中實力增長最多且最受觀眾喜愛，JYP娛樂決定增加2名成員，和MOMO成為追加成員之一。

### 2015年－至今：TWICE
2015年10月20日，TWICE推出首張迷你專輯《THE STORY BEGINS》出道。
2016年10月20日，與成員參與tvN電視台的《SNL Korea 8》錄影（10月29日播出），其中周子瑜扮演的主題為「三分鐘畫報女性朋友」及戲仿電視劇《THE K2》中的間諜。同年於《MBC偶像明星運動會》中秋特輯預告中，射箭時，頭髮因未綁而不慎飄起的畫面，意外造成話題，畫面被做成動圖於各大社交平台上廣為轉傳，好萊塢電影導演塔伊加·維迪提與保羅·費格亦於Twitter上轉推。
2019年2月6日，周子瑜參與MBC偶像明星運動會女子團體射箭項目，在決賽中連續4箭10分，TWICE隊最終獲得該項比賽銀牌。
2020年4月，JYP娛樂推出周子瑜首本個人寫真書《Yes, I am Tzuyu.》，是TWICE首位推出寫真書的成員。
2021年10月成為雜誌L’OFFICIEL YK EDITION封面人物。該雜誌的新加坡版本於Ktown4u網站以31000份的銷量成為偶像最暢銷雜誌第一名。
2022年1月，TWICE子瑜被選為ZOOC品牌繆斯。DAEHYUN集團（代表申鉉均）的女裝"ZOOC"將組合TWICE成員"子瑜"提拔為繆斯，並公開了新的春季活動。ZOOC是主打表現細膩城市生活方式的品牌，在國內外備受矚目並具有細膩形象和內在潛力的子瑜，非常符合ZOOC品牌所前進的方向。
2022年5月22日，JYP娛樂宣布周子瑜確診嚴重特殊傳染性肺炎。
2023年3月6日，IG帳號不到一年達到1000萬追蹤，是TWICE第二位達到千萬追蹤的成員，也是首位達成且最多追蹤的臺灣籍藝人。
2024年9月6日，以首張個人迷你專輯《abouTZU》作為團內第三位Solo出道的成員，並於訪問中透露是本人主動向JYP娛樂爭取個人出道機會，並獲公司大力支持，間接闢謠Solo出道非外界所傳係因粉絲及父母向JYP娛樂抗議及施壓所致。

## 事件

### 中華民國國旗謝罪事件
2015年，子瑜在韓國節目中，曾表示自己來自臺灣，並舉中華民國國旗。藝人黃安在微博上批評子瑜舉中華民國國旗的行為，稱她為「臺獨份子」。後續引起中国大陆網民對她的批判，而使JYP娛樂在中國大陸的演出受到影響。2016年1月15日晚，JYP娛樂發表子瑜道歉聲明及影片，子瑜被要求在影片中道歉。由於事件恰逢臺灣舉行2016年總統選舉，有評論稱此事件對該次選情影響極大。

### 考試桌上簽名
2016年3月20日，子瑜到臺南市善化國小參加國中同等學力鑑定考試。考場志工邀請子瑜在課桌上簽名供學校留念。校方將這張課桌展示在川堂上供小朋友圍觀。中國國民黨的臺南市議員王家貞要求將之恢復原狀，抨擊善化國小此舉是不當教育示範、引導學生破壞校園公物，並批評民主進步黨藉此事操弄議題。臺南市政府教育局3月30日公布成績結果，子瑜通過國中同等學力鑑定考試。

### 在台置產
在2023年年假期間以新臺幣一億元購入位於高雄農16特區的「雄崗信義美術館」豪宅，面積170坪附3個停車位，其地點就在母親投資的醫美診所對面。

### 完成碩士學歷
2024年12月8日，有網友發現，臺南市東區復興國民小學30週年校慶的傑出校友介紹中，子瑜的學歷新增了一項：「歐洲塞萬提斯大學 Online-MAP 應用心理學碩士（二年制選修應用心理學）」。12月13日，子瑜在一場線上簽售會中親自證實了這項資訊。

## 軼事

### 死亡恐嚇
2019年1月17日，有粉絲在TWICE當天的直播接近尾聲時留言「I KILL YOU TZUYU IN 30.01.2019. I PROMISE.（我要在2019年1月30日殺了子瑜，我保證）」。當下成員似沒留意到，但其他粉絲就被嚇倒，非常驚恐，立刻將畫面截圖回報給TWICE所屬的JYP娛樂；更有不少粉絲紛紛成立「保護子瑜小隊」、「保護TWICE小隊」等望能加強保護子瑜及其他成員的安全。
但那风波还没结束，因为有匿名网友又在2019年2月18日，周子瑜挑战3次煎蛋饼成功的直播裡，那位匿名网友用英文写下「I KILL YOU TZUYU IN 24.03.2019 HIGH TOUCH FES（我会在2019年3月24日的【TWICE在日本的粉丝】击掌会上杀死子瑜！）」。也因为粉丝看了这个留言心痛且愤怒，因而向JYP娱乐再次通知，保护子瑜。

### 私生飯恐怖追求
2019年12月29日，一名私生飯自稱是Josh弟弟，在推特表示自己的雙胞胎兄弟如成功追求到娜璉，自己將對周子瑜展開追求，該預言引發全球部分粉絲恐慌，並發出標籤「#ProtectTWICE（#保護TWICE）」曾登上全球趨勢第5名，部分粉絲認為這些人根本不該稱作是「粉絲」，應稱其為「罪犯」。

## 創作作品
韓國音樂著作權協會登記編號為10029082
- 粗體為個人專輯。

| 發佈日期      | 歌曲名稱  | 收錄專輯     | 性質     |
| 2019年9月23日 | 21:29     | Feel Special | 合作作词 |
| 2022年7月27日 | Celebrate | Celebrate    | 合作作词 |
| 2024年9月6日  | Fly       | abouTZU      | 作词     |

## 音樂作品

### 迷你專輯
- 2024-09-06《abouTZU》

### 數位單曲
| 發佈日期 | 歌曲名稱 | 備註 |
| 2025年   | DIVE IN  |      |

### Melody Project
| 形式           | 發佈日期       | 歌曲名稱                                                            | 參與者 |
| MELODY PROJECT | 2021年6月28日  | “ME! (Taylor Swift)” Cover by TZUYU (Feat. Bang Chan of Stray Kids) | 方燦   |
| MELODY PROJECT | 2022年12月21日 | “Christmas Without You (Ava Max)” Cover by TZUYU                    | 無     |
| MELODY PROJECT | 2023年12月23日 | “Zero (Yerin Baek)” Cover by TZUYU                                  | 無     |

### 其他歌曲
| 形式     | 發佈日期       | 專輯名稱                           | 歌曲名稱   | 備註             |
| 數位單曲 | 2015年12月30日 | TwoYoo Project - Sugar Man Part.11 | 唐突的女子 | 娜璉、志效、彩瑛 |

### 參與音樂錄影帶
| 年份   | 歌曲名稱     | 歌手                                            | 備註                                     |
| 2014年 | Stop Stop It | GOT7                                            | 多賢（女主角）、Momo、Mina、彩瑛         |
| 2015年 | Only You     | miss A                                          | 娜璉、定延、Momo、Mina、志效、彩瑛       |
| 2016年 | Fire         | 朴軫永、柯南·奧布萊恩、史蒂文·連、朴智敏（15&） | 娜璉、定延、Momo、Sana、志效、Mina、彩瑛 |

### 翻唱/翻跳單曲MV
| 年份   | 歌曲名稱                 | 原唱歌手                    | 參與成員               | 備註                             |
| 2015年 | A.D.T.O.Y.(하.니.뿐.)    | 2PM                         | 定延、Momo、Sana、彩瑛 |                                  |
| 2015年 | 唐突的女人 (당돌한 여자) | 徐珠京                      | 娜璉、志效、彩瑛       |                                  |
| 2016年 | Gee                      | 少女時代                    | 娜璉、定延、志效、多賢 | 與GFRIEND                        |
| 2016年 | Loving U                 | SISTAR                      | 志效                   |                                  |
| 2016年 | Tell me + Nobody         | Wonder Girls                | 不適用                 | 與Hani、雪炫                     |
| 2016年 | To My Boyfriend          | Fin.K.L                     | 不適用                 | 與Hani、雪炫                     |
| 2018年 | End Of Time              | Beyoncé                     | Momo、志效             |                                  |
| 2018年 | So Hot                   | Wonder Girls                | 定延、志效、Mina、彩瑛 |                                  |
| 2018年 | Dreams Come True         | S.E.S                       | Momo、彩瑛             | 與IRENE，瑟琪 & JOY              |
| 2018年 | HUSH                     | Miss A                      | 不適用                 | 與美珠、所願、妍雨、JOY、祉呼    |
| 2019年 | Dance For You            | Beyoncé                     | Sana、多賢             | 2019 TWICELIGHTS UNIT STAGE      |
| 2019年 | Do You?                  | TroyBoi                     | 不適用                 | 與雪炫                           |
| 2023   | Done For Me              | Charlie Puth(feat. Kehlani) | 不適用                 | 2023 READY TO BE TOUR SOLO STAGE |

## 影視作品

### 專屬綜藝節目
| 年份   | 日期            | 電視台      | 節目名稱                    | 團員共同演出     |
| 2016年 | 8月28日-9月14日 | Naver V App | 《TWICE TV 伙食團的大冒險》 | 定延、多賢、彩瑛 |
| 2019年 | 3月5日－3月29日 | Naver V App | 《TWICE 'Star Road'》       | Momo、Sana、多賢 |
| 2019年 | 5月8日－5月20日 | Naver V App | 《TWICE T胞胎's PICK》      | Momo、Sana、多賢 |
| 2024年 | 9月16日-9月19日 | YouTube     | 《All aboutTZU》            | 不適用           |

### 廣播電台
| 日期           | 電台         | 節目名稱                | 團員共同演出                             |
| 2016年1月1日   | SBS Power FM | 《崔華靜的power time》  | Momo、Sana、志效、Mina                   |
| 2016年6月2日   | KBS Cool FM  | 《趙胤熙的Volume up》   | 娜璉、Momo、Sana、志效、Mina、多賢、彩瑛 |
| 2016年10月25日 | SBS Power FM | 《崔華靜的power time》  | 娜璉、定延、Momo、Sana、志效、Mina       |
| 2017年2月27日  | KBS Cool FM  | 《Kiss The Radio》      | 娜璉、定延、Momo、Sana、Mina、多賢       |
| 2019年10月3日  | KBS Cool FM  | 《Kiss The Radio》      | 定延、志效、多賢                         |
| 2020年6月3日   | MBC FM4U     | 《金信英的正午希望曲》  | Momo、彩瑛                               |
| 2020年10月29日 | MBC FM4U     | 《金信英的正午希望曲》  | Momo、彩瑛                               |
| 2020年11月3日  | KBS Cool FM  | 《鄭恩地的歌謠廣場》    | Sana、Mina                               |
| 2021年6月15日  | MBC FM4U     | 《金信英的正午希望曲》  | Momo、彩瑛                               |
| 2021年11月17日 | KBS Cool FM  | 《朴明洙的Radio Show》  | 多賢                                     |
| 2022年8月30日  | NAVER NOW.   | 《Aiki's Thumbs Up》    | Mina                                     |
| 2022年8月31日  | KBS Cool FM  | 《BTOB Kiss the Radio》 | 定延                                     |
| 2024年9月10日  | KBS Cool FM  | 《李恩智的歌謠廣場》    | 不適用                                   |
| 2024年9月11日  | MBC FM4U     | 《金信英的正午希望曲》  | 不適用                                   |

## 主持作品
| 日期           | 電視台 | 節目名稱團員        | 團員共同演出 | 備註       |
| 2016年3月5日   | SBS    | 《白鍾元的3大天王》 | 多賢         | Special MC |
| 2016年5月13日  | KBS2   | 《Music Bank》      | 娜璉         | Special MC |
| 2016年6月5日   | SBS    | 《人氣歌謠》        | 娜璉         | Special MC |
| 2018年4月12日  | Mnet   | M! Countdown        | 娜琏、彩瑛   | Special MC |
| 2018年11月15日 | Mnet   | M! Countdown        | 定延、志效   | Special MC |

## 出版物

### 寫真書
| 發行日期      | 書名                 | 備註   |
| 2020年4月27日 | 《Yes, I am Tzuyu.》 | 不適用 |

## 獎項
僅列出子瑜的個人獲獎項目，團體獎項參考TWICE及TWICE获奖与提名列表條目。

### 韓國主要音樂節目排行榜
| 主打歌曲排名成績 | 主打歌曲排名成績 | 主打歌曲排名成績     | 主打歌曲排名成績    | 主打歌曲排名成績       | 主打歌曲排名成績 | 主打歌曲排名成績        | 主打歌曲排名成績      | 主打歌曲排名成績 | 主打歌曲排名成績 |
| 專輯 | 歌曲 | Mnet 《M Countdown》 | KBS2 《Music Bank》 | MBC 《Show! 音樂中心》 | SBS 《人氣歌謠》 | MBC M 《Show Champion》 | SBS funE 《THE SHOW》 | 冠軍 次數        | 備註             |
| 2024年 | 2024年 | 2024年               | 2024年              | 2024年                 | 2024年           | 2024年                  | 2024年                | 2024年           | 2024年           |
| --- | --- | -------------------- | ------------------- | ---------------------- | ---------------- | ----------------------- | --------------------- | ---------------- | ---------------- |
| abouTZU | Run Away | 4                    | 2                   | 13                     | /                | 5                       |                       | 0                | Solo出道         |
| \| - 「*」：打榜中 - 「 (1) 」：兩星期冠軍 - 「 [1] 」：三星期冠軍 - 「 {1} 」：四星期冠軍 \| - 「/」表示未有相關資料 - 「灰底」：無打歌放送 - 取得《M! Countdown》、《人氣歌謠》、《Show Champion》及《THE SHOW》三週一位後，排名自動除外 \| | |                      |                     |                        |                  |                         |                       |                  |                  |
| - 「*」：打榜中 - 「 (1) 」：兩星期冠軍 - 「 [1] 」：三星期冠軍 - 「 {1} 」：四星期冠軍 | - 「/」表示未有相關資料 - 「灰底」：無打歌放送 - 取得《M! Countdown》、《人氣歌謠》、《Show Champion》及《THE SHOW》三週一位後，排名自動除外 |                      |                     |                        |                  |                         |                       |                  |                  |

| 各台冠軍歌曲獎座統計 | 各台冠軍歌曲獎座統計 | 各台冠軍歌曲獎座統計 | 各台冠軍歌曲獎座統計 | 各台冠軍歌曲獎座統計 | 各台冠軍歌曲獎座統計 |
| Mnet                 | KBS2                 | MBC                  | SBS                  | MBC M                | SBS funE             |
| -------------------- | -------------------- | -------------------- | -------------------- | -------------------- | -------------------- |
| 0                    | 0                    | 0                    | 0                    | 0                    | 0                    |
| 一位總數：0          |                      |                      |                      |                      |                      |

## TC Candler 百大美顏評選
2019年12月28日，美國電影網站TC Candler公布百大美顏排行榜，周子瑜獲得第一名。
| 年度 | 名次 | 備註                                          |
| 2015 | 13   | 首次上榜，年僅16歲                            |
| 2016 | 8    |                                               |
| 2017 | 3    |                                               |
| 2018 | 2    |                                               |
| 2019 | 1    | 連續5年上榜，首次奪冠                         |
| 2020 | 4    | 入選2010's年代，30大美顏第5名                 |
| 2021 | 7    |                                               |
| 2022 | 10   |                                               |
| 2023 | 11   | 自2016年連續7年入選前10名內，首次掉出前10名外 |
| 2024 | 14   |                                               |

## 外部連結
- 周子瑜的Instagram帳戶
- TWICE的Instagram帳戶
- 周子瑜在豆瓣上的资料（简体中文）
- 周子瑜在互联网电影资料库（IMDb）上的資料（英文）